# Olesicampe flaveolata
Olesicampe flaveolata är en stekelart som först beskrevs av De Stefani 1894.  Olesicampe flaveolata ingår i släktet Olesicampe och familjen brokparasitsteklar. Inga underarter finns listade i Catalogue of Life.